# Маккормик, Питер Доддс
Питер Доддс Маккормик (англ. Peter Dodds McCormick; около 1834 — 30 октября 1916) — австралийский композитор шотландского происхождения, автор австралийского национального гимна «Развивайся, прекрасная Австралия» (англ. Advance Australia Fair).

## Биография
Сын моряка-шотландца. Был столяром. Эмигрировал в Австралию. Прибыл и поселился в Сиднее в феврале 1855 года. Работал по специальности, активно участвовал в музыкальных кружках.
Позже, учительствовал, работал в органах народного просвещения Нового Южного Уэльса. Принимал участие в деятельности шотландской пресвитерианской церкви, ряда общественных и благотворительных организаций. Был председателем Комитета Ассамблеи Пресвитерианской церкви по псалмоведению. Организовал многие церковные хоры.
Почти до смерти читал курс религиоведения в государственных школах.
Умер в пригороде Сиднея. Похоронен на Руквудском кладбище.

## Творчество
Опубликовал около 30 патриотических песен о Шотландии, в том числе, популярную патриотическую песню Advance Australia Fair, позже ставшей австралийским гимном. Advance Australia Fair была впервые публично исполнена в Сиднее 30 ноября 1878 г. Именно этой песней хор в 10 000 человек приветствовал создание Австралийского Союза 1 января 1901 года. Тридцать лет спустя после первого исполнения, правительство премировало П. МакКормика сотней фунтов. Песня широко использовалась в официальных мероприятиях и в рекламе, не имея никакого официального статуса.
21 мая 1977 г. государство провело национальный плебисцит по выбору национального гимна — гражданам был предложен выбор из трёх песен и гимна Великобритании God Save the Queen. Advance Australia Fair победила, набрав 43,6 % голосов.
В 1984 году композиция «Развивайся, прекрасная Австралия» на его же слова была официально объявлена национальным гимном Австралии.